# Gilles Gozard
Gilles Gozard (* 24. April 1910 in Moulins; † 13. Mai 1976 in Paris) war ein französischer Politiker. Von 1946 bis 1958 war er Abgeordneter der Nationalversammlung.

## Frühes Leben
Nach seinem Abitur ging Gozard nach Paris, um an der École des hautes études commerciales de Paris Betriebswirtschaftslehre zu studieren. Daneben studierte er auch Humanwissenschaften und Jura. In letzterem erreichte er darüber hinaus eine Promotion. Im Anschluss war er ab 1933 am Berufungsgericht Paris tätig. Nach dem Ausbruch des Zweiten Weltkriegs wurde Gozard in die Luftwaffe eingezogen. Einige Monate nach der französischen Niederlage schloss er sich im Januar 1941 der Résistance an. Sein Ruf innerhalb der Bewegung hätte es ihm 1943 ermöglicht, zum Leiter der Résistance im Département Allier zu werden. Gozard entschied sich jedoch für den Verbleib in Paris. 1947 wurde er für seine Verdienste während des Krieges mit dem Croix de Guerre ausgezeichnet.

## Politische Karriere
Gozard, der 1930 der Section française de l’Internationale ouvrière beigetreten war, kandidierte für diese bei den ersten regulären Wahlen nach dem Krieg im Juni 1946. Auch wenn diese Kandidatur scheiterte, gelang ihm bei der folgenden Wahl im November 1946 der Einzug in die Nationalversammlung. Dies erreichte er im Département Allier, wo er geboren worden war. 1947 konnte er zudem in den Gemeinderat seiner Geburtsstadt Moulins einziehen. Gozard wurde als Abgeordneter 1951 und 1956 wiedergewählt und übernahm parteiintern in den 1950er-Jahren das Amt des Parteisekretärs im Département Allier. 1956 wurde er auch in den Generalrat dieses Départements gewählt. Nach seinem Ausscheiden aus dem Parlament 1958 trat Gozard, der dem konservativen Präsidenten Charles de Gaulle relativ nahestand, 1962 aus der SFIO aus. Sein letztes größeres Amt bekleidete er von 1969 bis 1970, als er im französischen Wirtschafts- und Sozialrat saß. Der 1976 verstorbene Politiker war Träger des Ordre national du Mérite und Offizier der Ehrenlegion.